# Coenagrion sophia
Coenagrion sophia är en trollsländeart som först beskrevs av Antoine François, comte de Fourcroy 1785.  Coenagrion sophia ingår i släktet blå flicksländor, och familjen sommarflicksländor. Inga underarter finns listade i Catalogue of Life.